# Burwash Landing
Burwash Landing ist eine Gemeinde im kanadischen Yukon, die am Alaska Highway, am Südufer des Kluane Lake liegt.
2006 hatte der Ort 73 Einwohner, die sich auf 20 Zensusfamilien in 40 Häusern verteilten (2001 68). Der Ort ist das Zentrum der Kluane First Nation (Lù’àn Män Ku Dän). 60 Bewohner bezeichneten sich als Ureinwohner (aboriginals). Diese führen sich auf Tlingit und südliche Tutchone zurück. Der Ort verfügt über einen Flugplatz und ein Museum.

## Geschichte
Ursprünglich war die Stelle ein Sommerlager der südlichen Tutchone, als dort 1904 ein Handelsposten der Brüder Louis und Eugene Jacquot entstand, der die Erz- und Kohleminen versorgte. Um diese Station wurde ein Teil der Indianer sesshafter. Die Brüder waren durch den Klondike-Goldrausch aus der französischen Lorraine angelockt worden und suchten auch während des Kluane-Goldrauschs von 1904 nach dem Edelmetall. Eugene führte zunächst den Laden in einer kleinen Hütte, Louis suchte nach Metallen, doch bereits im selben Jahr zogen sie nach Burwash Landing. Den Ort benannten sie nach Lachlin Burwash, der die Funde in der Region in Silver City zu registrieren hatte (mining recorder). Die Brüder brachten ihre Waren über die Kluane Wagon Road nach Silver City oder über die Christmas Bay, dann in kleinen Booten über den Kluane Lake. Zu ihrer Handelsstation gehörten bald ein Hotel, ein Restaurant, ein Einzelhandelsgeschäft und ein Geschäft für die Jagd.
Im Juli 1937 erstbestiegen Robert Bates und Bradford Washburn (1910–2007, später Direktor des Museum of Science in Boston) den Mount Lucania im Südosten des Yukon. Doch fand der Buschpilot Bob Reeve die beiden Mitglieder des Harvard Mountaineering Club beim Abholen nicht wieder. Die beiden mussten den Rückweg über mehr als 160 km zu Fuß antreten, der sich durch erzwungene Umwege auf 156 mi (251 km) verlängerte.
Als während des Zweiten Weltkriegs der Alaska Highway gebaut wurde, entstand eine Missionsstation der Oblaten, Our Lady of the Holy Rosary (1944) mit Hilfe der Brüder Jacquot. Leiter der Mission zwischen Whitehorse und Alaska war Pater Eusebe Morisset, OMI, der seine Missionsstationen in Champagne, Snag und Aishihik bis 1964 führte. Pater Henk Huijbers, OMI, kam 1947 aus Holland ins Yukon-Gebiet. Er begann Artefakte zu sammeln und auszustellen, eine Sammlung, die die Missionare Fred und Margaret O’Brien in Burwash Landing fortsetzten. Jean Allinger wurde schließlich zur treibenden Kraft für die Errichtung eines Museums. 1966 entstand ein erstes Museum in einem Blockhaus, das Burlbilly Hill cabin hieß, das allerdings 1999 während eines Waldbrands zerstört wurde.
Während der Bauphase des Alaska Highway erkrankten viele Kluane an bisher unbekannten Krankheiten, sie wurden sesshaft gemacht, und das Wild war für sie nicht mehr erreichbar. Dies hing zum einen damit zusammen, dass unter den 20.000 Straßenarbeitern viele waren, die wahllos auf Wild schossen, und, als die Bestände drastisch einbrachen, die südlich zu findenden Restbestände unter Schutz gestellt wurden (Kluane Game Sanctuary, heute Kluane-Nationalpark).
Bis 1951 gingen die Kinder der Kluane in die Schule der Oblaten, doch mussten sie nun nach Lower Post in British Columbia gehen. Dort mussten sie in der örtlichen Residential School leben, durften ihre Muttersprache nicht mehr sprechen. Die lokalen Gruppen  wurden veranlasst, einen Stammesrat zu wählen, und einen Häuptling zu bestimmen. So entstand aus den verschiedenen Gruppen die so genannte Burwash Band. Sie wurde gezwungen, sich mit der White River Band zu den Burwash and White River Bands zu vereinen.
Eugene Jacquot († 1950) und seine Frau Ruth führten ab 1948 die Burwash Lodge, die vom Alaska Highway profitierte. Ruth verkaufte das Haus an zwei Mitarbeiter am Highway, Leland Allinger und Darrell Duensing. Hinter diesem Haus lag lange ein namenloses Frachtboot, das 1931 durch die Josephine ersetzt wurde, zu der 1944 die Rosalie kam. Im Frühjahr und Herbst gingen die Transporte von Whitehorse über die Kluane Wagon Road bis zum 74 km langen See. Die Lebensmittel wurden dabei in Gruben durch Eis gekühlt, das im Winter zurechtgesägt wurde. Ruth Jacquot-Donnelly schenkte den Indianern vom White River und Donjek River ein Haus, und viele von ihnen blieben in der Gegend. Dabei spielte Copper Joe eine wichtige Rolle, dessen Vater Copper Chief einer Familie aus Alaska entstammte, die bereits um 1875 den Kupferhandel in der Region um Burwash Landing kontrollierte. Mary Copper Joe, die Tochter Copper Joes, heiratete wiederum 1920 Louis Jacquot. Old Copper Joe’s House besteht noch heute.
Um 1970 entstand die Yukon Native Brotherhood, die um Landrechte kämpfte. Ende der 70er Jahre eröffnete die Kluane Tribal Brotherhood eine eigene Schule, doch musste diese bald mangels Kindern aufgelöst werden. 1990 teilte sich der Kluane Tribal Council (Stammesrat) wieder in die White River First Nation in Beaver Creek und Kluane First Nation in Burwash Landing lebenden Gruppen. Am 18. Oktober 2003 schloss die Kluane Band einen Vertrag mit Kanada und dem Territorium, der ihnen die Selbstregierung einräumte. Häuptling (Chief) ist Willy Sheldon. 2006 sprachen noch 15 Bewohner eine nichtenglische Sprache, 10 von ihnen waren Einwanderer. 2009 sprachen nur noch zwei Elders das Südliche Tuchone.

## Klima
Im Winter 2004/2005 wurden Temperaturen von −58 °C in Burwash Landing gemessen; die tiefste je gemessene Temperatur wurde mit −63 °C in Snag im selben Territorium am 3. Februar 1947 aufgezeichnet.

## Sehenswürdigkeiten

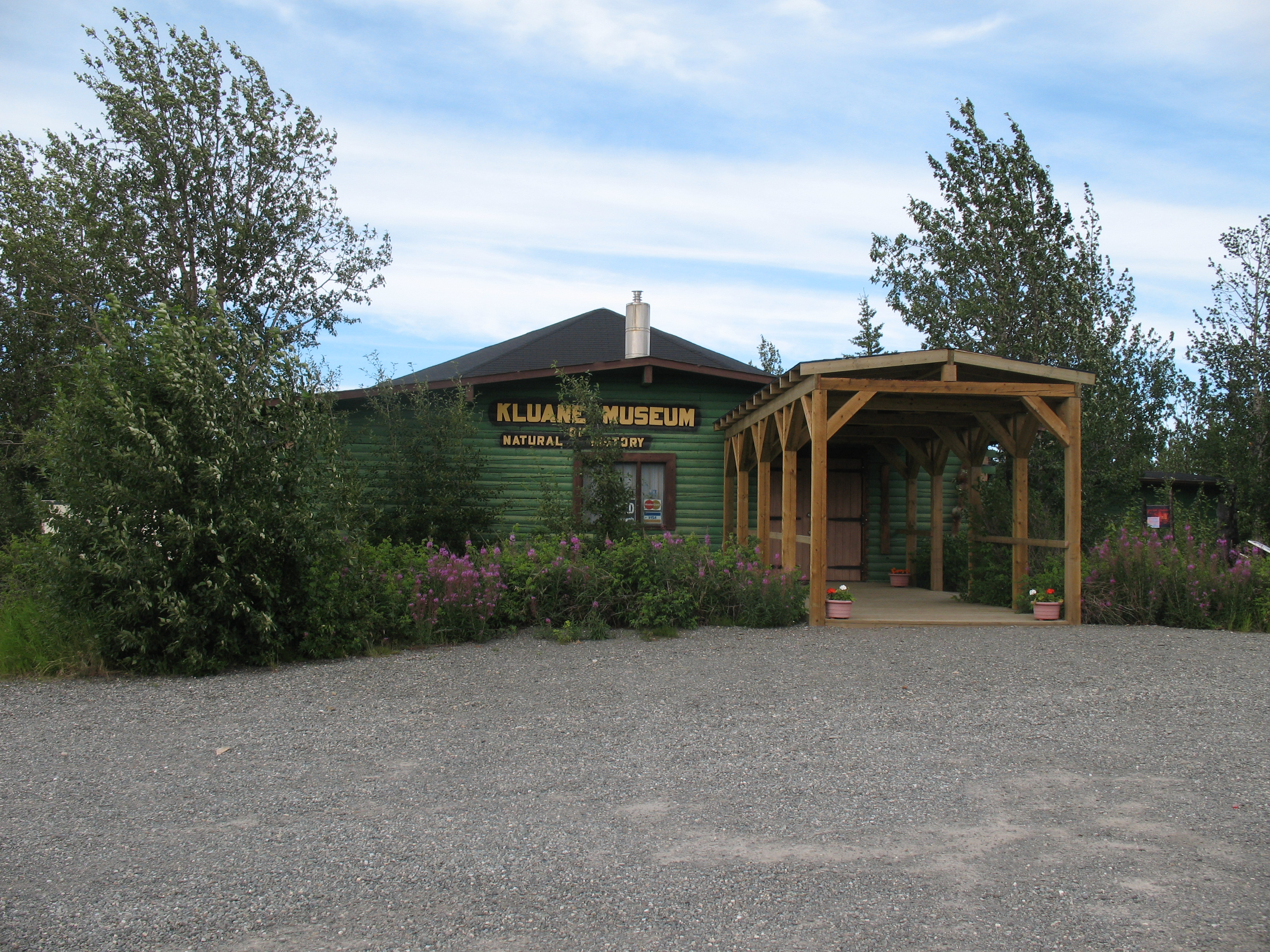
Eingang zum Kluane Museum of Natural History

Das örtliche Kluane Museum of Natural History verfügt über eine naturwissenschaftliche Sammlung und zahlreiche Artefakte der Kluane First Nation. Konrad Domes und seine Klasse am Yukon College konzipierten das Gebäude ursprünglich als katholische Kirche. Die First Nation Congregation errichtete das Gebäude 1974. Pater Huijbers erkannte bald, dass das Gebäude zu groß war und bot der Museumsgesellschaft das Haus zur Nutzung an. Diese hatte bisher Ausstellungen im Burlbilly Hill Cabin, einer kleinen Hütte aus dem Jahr 1958, durchgeführt. Jean Gwartney war dort die treibende Kraft für die Errichtung eines Museums und die Gründung der historischen Gesellschaft. Das Haus wurde 1999 von einem Waldbrand schwer beschädigt.

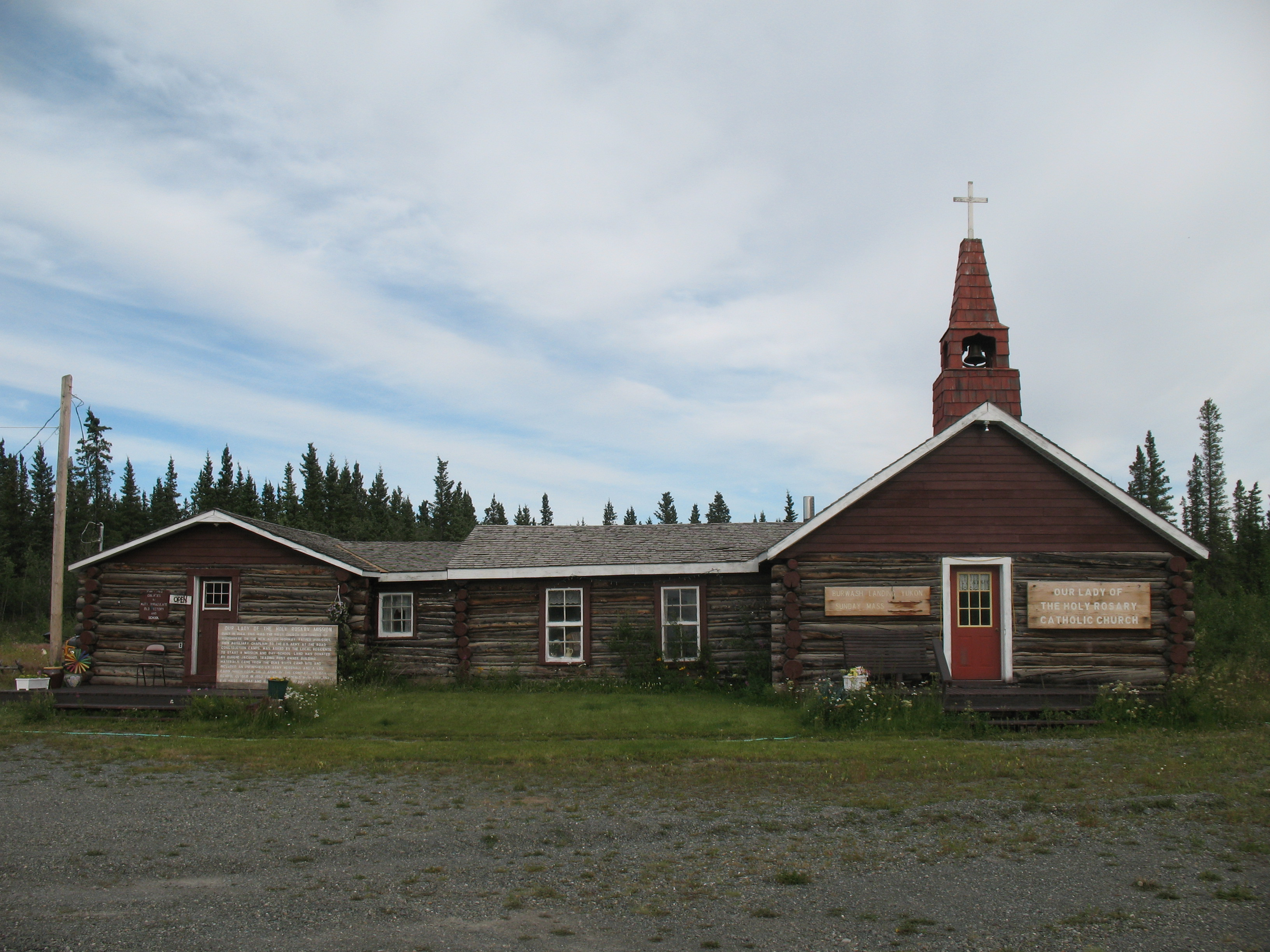
Oblatenkirche mit Schule; in dem Verbindungsgebäude wohnte Pater Eusebe Morisset von 1944 bis 1964

 Der Oblatenpriester Eusebe Morisset reiste 1943 zu den Baustellen des Alaska Highway, um als Hilfskaplan zu arbeiten. Dabei war er für den gesamten Abschnitt zwischen Whitehorse und der Grenze zu Alaska verantwortlich. Zusammen mit der örtlichen First Nation und den Jacquot-Brüdern, die das Land stellten, errichtete er 1944 eine Kirche, wobei die Materialien von einem verlassen Armeestützpunkt bei Duke Meadows stammten. Morisset blieb bis zu seinem Tod im Jahr 1964 und besuchte für je drei Tage und einmal pro Monat seine Gemeinden in Snag, Champagne und Aishihik. Der Unterricht für alle Gemeindekinder erfolgte in der Schule in Burwash Landing, die unmittelbar an die Kirche angeschlossen war. Morisset selbst wohnte in einem verbreiterten Verbindungsgang zwischen Kirche und Schule.
Der Oblatenpater Henk Huijbers, Widerstandskämpfer und Missionar aus den Niederlanden, sammelte zahlreiche Artefakte. Fred und Margaret O’Brien bauten den Schulraum Anfang der 90er Jahre zu einem Ausstellungsraum um.